# James Somerville (homme politique ontarien, comté de Wentworth)
Pour les articles homonymes, voir James Somerville et Somerville.
James Somerville (7 juin 1834-24 mai 1916) est un homme politique canadien de l'Ontario. Il est député fédéral libéral de la circonscription ontarienne de Brant-Nord de 1882 à 1896 et de Wentworth-Nord et Brant de 1896 à 1900.

## Biographie
Ne à Dundas, aujourd'hui fusionné à Hamilton, dans le Haut-Canada, Somerville étudie à Simcoe. En 1854, il devient éditeur et propriétaire de l'Observer d'Ayr (en). Il retourne à Dundas en 1858 où il crée le True Banner.
Il entame une carrière publique et servant comme préfet adjoint et préfet du canton de Flamborough Ouest (en), conseiller du comté de Wentworth (en) ainsi que maire de Dundas en 1874.
Élu dans Brant-Nord en 1882 et réélu en 1887, 1891 ainsi que dans Wentworth-Nord et Brant en 1896, il ne se représente pas en 1900.